# زامیانی
زامیانی (به لاتین: Zamyany) یک منطقهٔ مسکونی در روسیه است که در استان آستراخان واقع شده‌است.